# Andhim
Andhim (ortografiat ca: andhim) este un duo german de DJ, remixeri și producători muzicali din sfera muzicii dance electronice.

## Carieră
Andhim este format din Simon Haehnel și Tobias Müller, nativi din Köln, în 2010 formând duo-ul. În acest timp, au lansat mai multe single-uri și EP-uri. În decembrie 2010, respectiv ianuarie 2011, Andhim s-au clasat pe locul cinci, respectiv opt în topurile revistelor Raveline și Groove pentru debutanți.
În 2013, au sărbătorit primul lor succes comercial prin remixul piesei Wine & Chocolates a lui Theophilus London. Acesta a urcat pe locul 31 în topurile single germane în februarie 2013 ca număr de descărcari și a ajuns pe primul loc în German Club-Charts. Au mai obținut un hit cu piesa Hausch, care a fost lansată pe 31 martie 2014 la casa de discuri din Berlin, Get Physical.

## Discografie

### Single-uri
2010
- Quetschkommode (Voltage Musique Records)
- Orientexpress (Voltage Musique Records)
- Holger der Polka (Voltage Musique Records)
- Patty Sue (Sunset Handjob)
- Beaver (Sunset Handjob)
- Afrikadelle (Kittball)
- Drosselschnaps (Monaberry)

2011:
- Like a Wirsing (Terminal M)
- Extragold (Terminal M)
- Holz Ist (Great Stuff Records)
- Aleefee (Sunset Handjob)
- Bermudachords (Sunset Handjob)

2012:
- Wallace (Terminal M)
- Walkmen (Terminal M)
- Reeves (cu Super Flu; Monaberry)
- German Summer (Monaberry)

2013:
- The Wizard of Us (Get Physical)
- Boy Boy Boy (Terminal M)
- Cheesy Mobisi (cu Super Flu; Monaberry)

2014:
- Hausch (Get Physical)
- Captain (cu H.O.S.H.; Diynamic)
- Melte (Monaberry)

2015:
- Domplatte (Get Physical)
- Mr. Bass (cu Super Flu; Monaberry)

### Remixuri
2010:
- The Glitz – White Line (Voltage Musique Records)
- Krogmann – Billig Willig (Design im Kopf)
- Kolombo – Kagomba (Kittball)
- Per Hammer – Villa Clara (Nulogic Records)
- Joachim Pastor – Be Organic (Kling Klong)
- Dan Caster – Dirty Girl (Who’s Your Daddy Mix; Shaker Plates)
- Rainer Weichhold & Heartik – CousCous (Great Stuff Records)

2011:
- Monika Kruse feat. Zafra Negra – Latin Lovers (Terminal M)

2012:
- Oliver Koletzki feat. Bosse – Fifty Ways To Love Your Liver (Stil vor Talent)
- Format B – Desire (Formatik)
- Cascandy – Andhim's Hands On Cascandy Six (Cascandy)

2013:
- Tube & Berger – Surfin (Kittball)
- Theophilus London – Wine And Chocolates (Bitclap)
- HVOB – Always Like This (Stil vor Talent)
- Kölsch – All That Matters (Kompakt)
- Hanne & Lore – Be Good (Heulsuse)

2014:
- 2raumwohnung – Bye Bye Bye (Vertigo Berlin)
- Super Flu – Gether (Monaberry)

## Videoclipuri
- Andhim – Walkmen
- Super Flu & Andhim – Hasoweh
- Theophilus London – Wine and Chocolates (Andhim Remix)
- Andhim – Boy Boy Boy
- Andhim – Melte
- Super Flu & Andhim – Mr. Bass
- Andhim – Super

## Link-uri externe
- Site oficial
- Andhim pe Discogs